# Lars Nielsen
Lars Nielsen (ur. 3 listopada 1960 w Kopenhadze) – duński wioślarz, olimpijczyk z Los Angeles.
Na igrzyskach w Los Angeles wraz z partnerami zdobył brązowy medal w czwórce bez sternika.